# Pujari

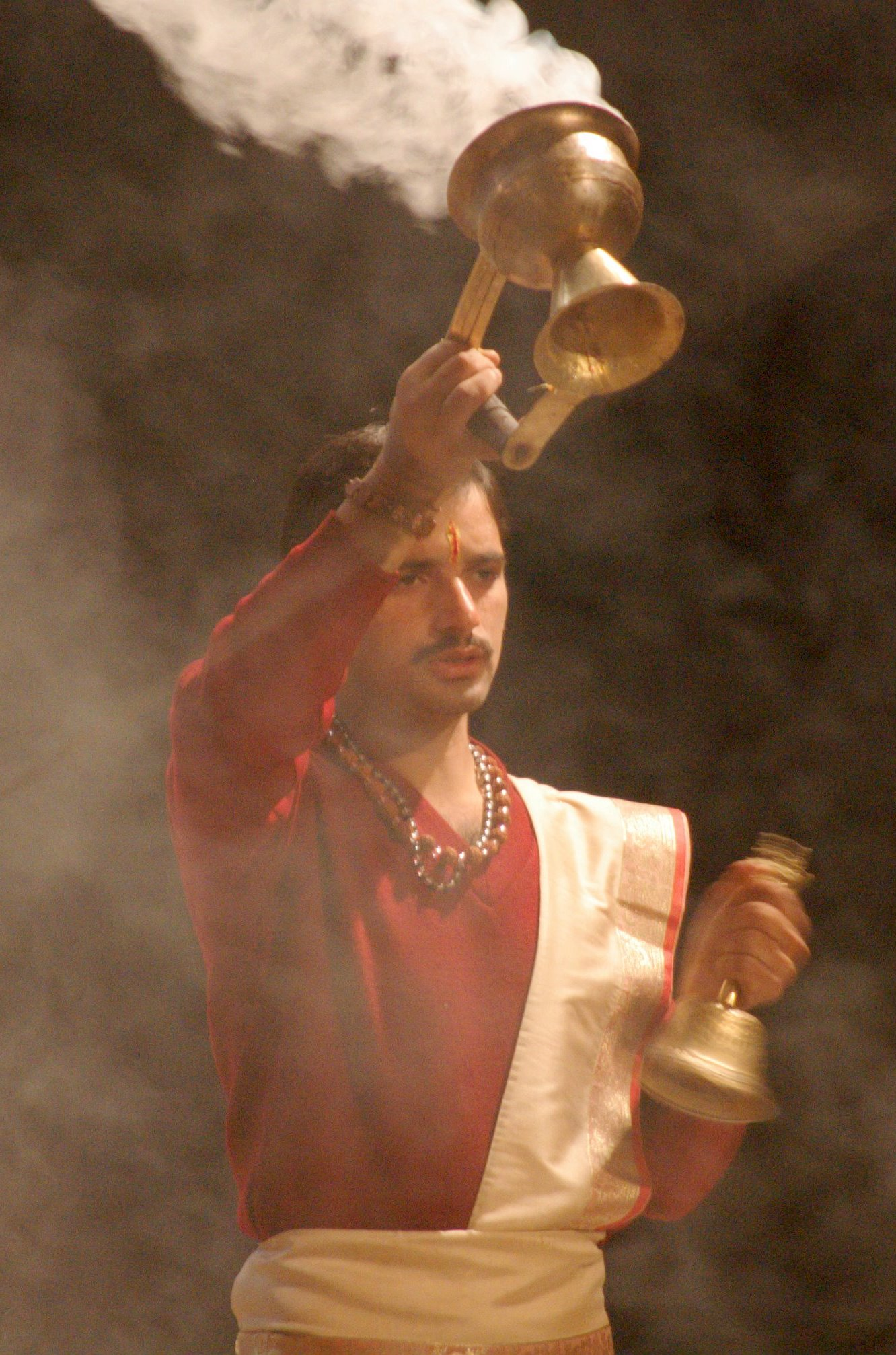
Un pujari mentre compie i rituali della puja (preghiera).

Un pujari (al femminile pujarini) o archaka è un sacerdote induista che officia nei templi. Il termini proviene dal sanscrito "Pūjā" che significa culto. Egli è  responsabile dell'esecuzione dei rituali del tempio, tra cui pūjā e āratī e deve prendersi cura delle Murti. I Pujari provengono dalla casta dei bramini. Sia gli uomini che le donne possono essere pujari.